# Milchstau
Als Milchstau (Galaktostase) bezeichnet man eine Störung des Milchflusses. Dabei staut sich die Muttermilch im Gangsystem der weiblichen Brust bzw. Milchdrüse, wodurch es zu einer Volumenzunahme und einem Ödem der Milchdrüse kommt. Das Risiko der Entstehung einer Brustdrüsen- bzw. Gesäuge- oder Euterentzündung ist dabei erhöht.
Ursache für einen Milchstau können fehlgebildete Zitzen, angeborene oder erworbene Verlegungen des Zitzenkanals eine zu geringe Milchabnahme durch den Säugling (Trinkschwäche, Tod mehrerer Nachkommen bei Multipara) oder abruptes Abstillen bzw. Trockenstellen sein.
Zur Behandlung wird bei intaktem Milchgangsystem die überschüssige Milch durch eine Milchpumpe oder Melken abgeführt. Bei Tod des Kindes bzw. Totalverlust der Nachkommen kann die Milchbildung auch medikamentell durch Prolaktinhemmer wie Cabergolin, Bromocriptin, Lisurid oder Metergolin abgebrochen werden.